# Galeosoma
Galeosoma is een geslacht van spinnen uit de  familie van de Idiopidae (Valdeurspinnen).

## Soorten
- Galeosoma coronatum Hewitt, 1915
- Galeosoma crinitum Hewitt, 1919
- Galeosoma hirsutum Hewitt, 1916
- Galeosoma mossambicum Hewitt, 1919
- Galeosoma pallidum Hewitt, 1915
- Galeosoma planiscutatum Hewitt, 1919
- Galeosoma pluripunctatum Hewitt, 1919
- Galeosoma robertsi Hewitt, 1916
- Galeosoma schreineri Hewitt, 1913
- Galeosoma scutatum Purcell, 1903
- Galeosoma vandami Hewitt, 1915
- Galeosoma vernayi Hewitt, 1935